# Deljan Peewski

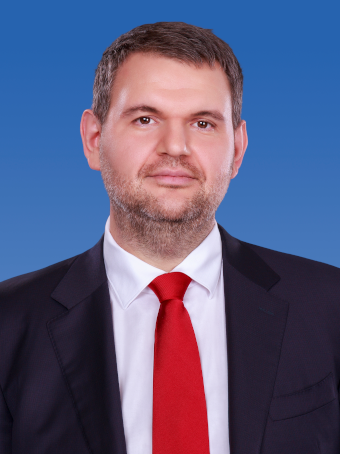
Delyan Peevski (2021)

Deljan Slawtschew Peewski (bulgarisch Делян Славчев Пеевски, * 27. Juli 1980 in Sofia) ist ein bulgarischer Jurist, Unternehmer, Oligarch, Politiker der Bewegung für Rechte und Freiheiten (kurz DPS) und Abgeordneter derselben in mehreren Parlamenten. Seit November 2023 ist er designierter Vorsitzender der DPS und Anführer ihrer parlamentarischen Fraktion.
Gemeinsam mit seiner Mutter Irena Krastewa leitet Deljan Peewski ein Presseunternehmen und einen Fernsehsender; er gilt als einflussreichster Medienunternehmer Bulgariens. Offiziell ist nur seine Mutter Eigentümerin. Ihr gehört auch die größte Druckerei Bulgariens, der „Verlags- und Druckerei-Komplex ‚Rodina‘“ (bulg. ИПК „Родина“). Konkurrenzverlage weisen auch darauf hin, dass Peewski Eigentümer einer Reihe von Zeitungsvertrieben sei, allerdings gibt es keine Belege dafür.
Im Juni 2021 verhängte die US-Regierung Biden gegen Peewski sowie gegen den Politiker der GERB-Partei Wladislaw Goranow Sanktionen nach dem Magnitsky Act wegen Beteiligung an »bedeutender Korruption«. Das in den USA gelagerte Vermögen ihrer 64 Unternehmen wurde beschlagnahmt und ein USA-weites Handelsverbot gegen jene Unternehmen ausgesprochen. Wie kein anderer personifiziere Peewski das oligarchische System des Klientelismus, schrieb der Spiegel.
Seine Wahl zum Vorsitzenden der Staatlichen Agentur für Nationale Sicherheit (DANS) am 14. Juni 2013 war der wesentliche Auslöser für die Proteste gegen die Regierung Orescharski. Das Bulgarische Parlament musste seine Entscheidung nach einem Tag zurückziehen; die Proteste führten schließlich zum Sturz der BSP-DPS-Regierung. Deljan Peewski werden enge Beziehungen zur organisierten Kriminalität, „regelmäßige Korruption“, „Einflussnahme und Bestechung zum Schutz vor öffentlicher Kontrolle“, „Ausübung von Kontrolle über wichtige Institutionen und Sektoren der bulgarischen Gesellschaft“ und „Verwicklung in Gewaltverbrechen, Schmuggel und korrupte Kontakte nach Moskau“ vorgeworfen.

## Leben

### Ausbildung und politische Anfänge
Deljan Peewski war 2001 Mitbegründer der Jugendbewegung der Partei Nationale Bewegung für Stabilität und Fortschritt (NDSW): Jugend NDSW (bulg. Младежко НДСВ).
Der zum Ministerpräsidenten gewählte Ex-Zar Simeon Sakskoburggotski ernannte den damals 21-jährigen Peewski zum parlamentarischen Staatssekretär und beauftragte ihn mit dem Vorsitz für den Aufsichtsrat der „Hafen Warna AG“ (bulg. „Пристанище Варна“ ЕАД). „Frei von besonderer fachlicher Qualifikation hatte er so die Geschäftsführung von Bulgariens größtem Schwarzmeerhafen Varna inne“, schrieb der Spiegel 2016. Von diesem Posten wurde er jedoch später entbunden, da er nicht die erforderliche Berufs-Qualifikation hatte. Zu dieser Zeit war er im dritten Studienjahr Jurastudent an der Süd-West-Universität Neofit Rilski in Blagoewgrad.
Vier Jahre später wurde Peewski ohne abgeschlossenes Jurastudium vom sozialistische Ministerpräsident Sergej Stanischev zum stellvertretenden Minister für Katastrophenschutz berufen.
Unter der Regierung von Simeon Sakskoburggotski war Irena Krastewa, die Mutter von Deljan Peewski, Direktorin der Bulgarischen Sportwetten (bulg. Български спортен тотализатор). In der Presse wird angenommen, dass die freundschaftliche Bindung von Deljans Mutter mit der Pressesprecherin von Simeon Sakskoburggotski, Galja Ditschewa, sehr bei seiner ersten Ernennung zum parlamentarischen Staatssekretär geholfen hat.
In diese Zeit fiel auch der Skandal um den Versuch der Privatisierung der Sofioter Sporthalle Universiada und des Sportkomplexes „Totochance“ am Goldstrand, in den Peewski, seine Mutter und der Sportminister Wassil Iwanow-Lutschano (Васил Иванов-Лучано) verwickelt waren. Ein Untersuchungsverfahren verlief damals im Sand.

### Staatsanwalt und erste Skandale
Ab Mai 2005 war Peewski Staatsanwalt bei der Wirtschaftsabteilung der Sofioter Staatsanwaltschaft, obwohl er nicht einen einzigen Tag juristische Praxiserfahrung gesammelt hatte und laut Gesetz für diesen Posten eine zweijährige Berufserfahrung erforderlich gewesen wäre. Fünf Monate später wurde er in der Regierung von Sergei Stanischew zum stellvertretenden Minister für Katastrophenschutz ernannt. Dort war er für die Staatsreserven zuständig, bei denen es immer wieder große Skandale wegen missbräuchlicher Bereicherung gab. Er wurde auch Mitglied der behördenübergreifenden Kommission, die für die Genehmigung von Exportgeschäften mit Dual-Use-Gütern zuständig war. In der Praxis handelt es sich um potentielle Waffenexporte, einen Bereich, in dem viel Schmiergeld fließt.
Im Sommer 2007 erwies sich Peewski unter den Hauptpersonen in einem großen Skandal um die Firma Bulgartabak. Bulgartabak ist der größte Tabakproduzent Bulgariens und auch Südosteuropas und geriet wegen der undurchsichtigen Privatisierung und des Verkaufs an einen unbekannten Investor (eine Holding „BT Invest“ mit unbekannten Eigentümern, die durch die finanzierenden Banken verschleiert sind) in die Schlagzeilen. Es wird spekuliert, ob Peewski der „heimliche“ Käufer von Bulgartabak ist. Zu den Hauptpersonen des Skandals gehörten der damalige Wirtschaftsminister Rumen Owtscharow, seine Stellvertreterin Kornelija Ninowa und der Direktor von Bulgartabak, Christo Latschew, sowie der Leiter der Ermittlungen, Angel Aleksandrow. Damals beschuldigte Direktor Christo Lantscheew den stellvertretenden Minister Deljan Peewski einer Erpressung. Peewski hatte von ihm verlangt, dass Bulgartabak Verträge mit Firmen abschließen sollte (Bulgartabak sollte Aufträge an eine Werbefirma und an ein Baufirma vergeben), von denen Peewski profitierte.
Rumen Owtscharow war wegen des Skandals gezwungen seinen Abschied einzureichen, Angel Aleksandrow musste seinen Posten nach einem langen Urlaub abgeben. Kornelija Ninowa und Deljan Peewski wurden aus der Regierung entlassen.
Das Verfahren endete mit der Entlassung von Peewski. Die Staatsanwaltschaft stellte das Verfahren gegen Peewski aus Mangel an Beweisen ein. Der Oberste Gerichtsrat rehabilitierte ihn und setzte ihn wieder als Staatsanwalt ein, da laut Gesetz Abgeordnete, Minister und stellvertretende Minister sowie Bürgermeister ihren Posten im bulgarischen Gerichtsapparat nach ihrer Amtszeit wieder einnehmen können. Zwei Wochen später wurde Peewski wieder stellvertretender Minister für Katastrophenschutz.

### DPS-Mitglied, Massenproteste und US-Sanktionen
Deljan Peewski war von 2001 bis 2009 Mitglied der NDSW. Seit 2009 ist er Mitglied der DPS und ist für diese seit der 41. Wahlperiode (seit dem 14. Juli 2009) Abgeordneter im bulgarischen Parlament, zu dessen Sitzungen er aber fast nie erschien.
Seit dem 29. Juli 2009 ist er Mitglied des Ausschusses für innere Sicherheit und öffentliche Ordnung. Seit dem 20. Januar ist er Mitglied des Ausschusses für Rechtsfragen.
Am 14. Juni 2013 wurde Deljan Peewski im Parlament mit 116 Ja-Stimmen von BSP und DPS zum Vorsitzenden der Staatlichen Agentur für Nationale Sicherheit (DANS) gewählt.
Peewskis Wahl erfolgte nur einen Tag, nachdem die Änderungen im Gesetz über die DANS bekannt gemacht worden waren. Diese Gesetzesänderung war im Eilverfahren vom Parlament verabschiedet worden. Mit diesen Gesetzesänderungen erhielt die DANS Polizeirechte (Recht auf Festnahmen für 24 Stunden und Durchsuchungsrecht) und Strafverfolgungs-Vollmachten. Die DANS wurde zum Nachfolger der Hauptdirektion für den Kampf gegen die organisierte Kriminalität (GDBOP) (bulg. Главна дирекция за борба с организираната престъпност; ГДБОП). Der Hauptteil der Gesetzesänderung bezog sich auf die Anforderungen an den Vorsitzenden der DANS, der nun nicht mehr wie bisher längere praktische Erfahrung mitbringen musste und bei dem nun auch eine juristische Ausbildung genügte. Die Gesetzesänderungen waren auf Peewski zugeschnitten worden, auch die Länge der vorher erforderlichen juristischen Erfahrung. Mit der Gesetzesänderung wurde auch die bisherige Möglichkeit einer vorzeitigen Abberufung des Vorsitzenden im Falle schwerer Vergehen oder systematischer Nichterfüllung von Dienstverpflichtungen sowie bei Handlungen, die das Ansehen des Dienstes beschmutzen, abgeschafft.
Unter dem Druck der noch am gleichen Tag, vor allem in Sofia, beginnenden Proteste gegen seine Ernennung und auch wegen der Missfallensbekundung der euroatlantischen Partner Bulgariens, hat das bulgarische Parlament seine Entscheidung einstimmig zurückgenommen.
Im Juni 2021 verhängte die US-Regierung Biden wegen Beteiligung an »bedeutender Korruption« Sanktionen nach dem Magnitsky Act gegen Peewski und Wassil Boikow. In den USA gelagertes Vermögen der 64 Unternehmen, die sich in ihrem Besitz oder unter ihrer Kontrolle befinden, beschlagnahmte die US-Regierung. Außerdem wurde ein USA-weites Handelsverbot gegen jene Unternehmen ausgesprochen. Zu diesem Zeitpunkt hatte Peewski seinen Wohnsitz nach Dubai verlegt.

### Aktivitäten in der 49. Nationalversammlung
In all den Jahren als Abgeordneter gehörte Peewski zu den Abgeordneter mit der niedrigsten Anwesenheit im Narodno Sabranie. So nahm er laut Daten aus dem Dezember 2017 an einer Plenarsitzung der 4. Nationalversammlung teil. Dieses änderte sich in der im 49. Nationalversammlung. Bereits im Vorfeld kehrte der nun sanktionierte Peewski aus Dubai medienwirksam zurück um bei der Parlamentswahl in April 2023 teilzunehmen. Er wurde ins Parlament als Vertreter des Wahlbezirks Blagoewgrad gewählt.
In der 49. Nationalversammlung sticht Peewski nun mit regelmäßiger Teilnahme an den parlamentarischen Sitzungen und sechs eingebrachten Gesetzesvorschlägen in den ersten fünf Monaten hervor. Nach der Bildung der Regierung Denkow, welche unter anderem eine Justizreform als Regierungspriortiär definiert hatte, konzentrierten sich die gesetzgeberischen Bemühungen von des Abgeordneten Peewski hauptsächlich auf die Justizreform, die Unterstützung Bulgariens für die Ukraine und die Durchsetzung der EU-Sanktionen gegen Russland.
Peewski hat zusammen mit dem Vorsitzenden der DPS, Mustafa Karadaja, und vier weiteren Abgeordneten der oppositionellen DPS im Juli 2023 einen Gesetzesentwurf zur Änderung und Ergänzung des Investitionsförderungsgesetzes eingereicht. Der Gesetzentwurf richtet einen Mechanismus zur Umsetzung der Verordnung (EU) 2019/452 des Europäischen Parlaments und des Rates vom 19. März 2019 ein, der einen Rahmen für die Prüfung ausländischer Direktinvestitionen in die Union schafft. Der Gesetzesentwurf ist besonders wichtig, da das schädliche (hauptsächlich russische) Kapital weltweit zunimmt, insbesondere im Kontext des russischen Überfall auf die Ukraine seit 2022.
Des Weiteren gehörte Peewski zu den Abgeordneten, die einen Gesetzesentwurf unterzeichneten und einreichten, der es dem Staat ermöglicht, die Konzession des Ölhafens von Burgas zu beenden, die von dem russischen Unternehmen Lukoil Neftohim gehalten wurde. Zusammen mit anderen Abgeordneten von DPS, GERB und PP-DB reichte er außerdem einen zweiten Gesetzesentwurf ein, der darauf abzielt, die Ausnahme von den EU-Sanktionen zu beenden, der Bulgarien den Import von russischem Rohöl weiterhin ermöglicht.
Laut dem ehemaligen stellv. Vorsitzender der DPS und politischer Analysator, Osman Oktaj stellt diese Verhaltensänderung von Peewksi, einen Versuch dar, sich von russischen Abhängigkeiten zu distanzieren und gegenüber westlichen Partnern (vor allem USA) ein positives Bild darzustellen.
Am 16. Oktober 2023 wurde Deljan Peewski zum Co-Vorsitzenden der parlamentarischen Gruppe der DPS. Nach der Absetzung des Parteivorsitzenden der DPS, Mustafa Karadaja durch den Parteigründer Ahmed Dogan, übernahm Peewski zunächst am 10. November den Vorsitz der parlamentarischen Gruppe und am 17. November den Parteivorsitz.
In die Regierungszeit der Regierung Scheljaskow (ab 2024) fallen Verhaftungen von Oppositionellen der Partei Wir setzen den Wandel fort wegen angeblicher Korruption und Geldwäsche. Dem Anti-Corruption-Fund (einer Nicht-Regierungsorganisation, die unter anderem von der Konrad-Adenauer-Stiftung unterstützt wird) zufolge handelt es sich bei den Verhafteten „ausnahmslos um politische Gegner von Deljan Peewski“.

## Privates
Peewski ist mit der Pop- und Folk-Sängerin Zwetelina Janewa liiert. Er ist Vater zweier Kinder.
Sein Spitzname bei politischen Widersachern und kritischen Medien ist Schischi (etwa. Dickerchen, Fettwanst).

## Peewskis Medienunternehmen
Faktisch ist Deljan Peewski zusammen mit seiner Mutter Eigentümer eines großen Medienimperiums. Neben zahlreichen Zeitungen besitzt er eine große Druckerei und ein Pressevertriebsnetz sowie Fernsehsender.
Zu den von Peewski kontrollierten Medien gehören die Zeitungen:
- Telegraf (bulg. Телеграф)
- Monitor (bulg. Монитор)
- Politika (bulg. Политика)
- Weekend (bulg. Уикенд)
- Wseki den (bulg. Всеки ден)
- Meridian matsch (bulg. Меридиан мач)
- Borba (bulg. Борба) - eine Regionalzeitung in Weliko Tarnowo
- Tschernomorski far (bulg. Черноморски фар) - eine Regionalzeitung in Warna
- Minacha godini (bulg. Минаха години)
- Wtora mladost (bulg. Втора младост - die zweite Jugend)

und die TV-Kanäle:
- TV7 (ТВ7)
- ББТ
- TV 7 News (Нюз7)

sowie die Internetseiten:
- BNEWS
- Всеки ден

Obwohl sein Name als Besitzer fast nirgends in diesen Medien auftaucht, gibt er die redaktionelle Ausrichtung vor und bestimmt die Personalpolitik. Er entlässt und stellt die Journalisten ein.
Peewskis Geschäftsinteressen erstrecken sich auch auf die Firma Bulgartabak, an der die KTB-Bank beteiligt ist. Beteiligungen hat er an der Balgarska telekomunikazionna kompanija (BTK) (bulg. Българска телекомуникационна компания) und dem Mobilfunkanbieter Vivacom.

## Bewertung
Dass Oligarchen wie Deljan Peewski in Bulgarien einen so großen Einfluss haben, liegt laut Todor Todorow, Professor für Philosophie an der Hl. Kliment Ohridski Universität in Sofia, an strukturellen Problemen des Landes: „Es geht hier um eine Symbiose zwischen der Kriminalwelt in der Politik und Medienmacht.“ Peewski stehe nur stellvertretend für die eigentlichen Missstände des Landes. „Ich glaube Deljan Peewski ist zu einem Symbol geworden für diese Schattenfiguren der Oligarchie in Bulgarien. Es ist kein personelles, sondern ein strukturelles Problem.“ Medienvielfalt sei unter dem mittlerweile ehemaligen Premierminister Bojko Borissow und Wirtschaftsmagnaten wie Deljan Peewski kaum möglich. Für Todorow sind dies zwei Seiten derselben Medaille.